# Miguel de Molinos
Miguel de Molinos (ur. 29 czerwca 1628 w Muniesie, zm. 28 grudnia 1696 w Rzymie) – hiszpański prezbiter rzymskokatolicki, twórca doktryny religijno-filozoficznej, zwanej kwietyzmem.

## Życiorys
Urodził się 29 czerwca 1628 roku w Muniesy. W 1652 roku przyjął święcenia kapłańskie w Walencji, gdzie uzyskał także stopień doktora. W 1662 roku pracował w Rzymie przy procesie beatyfikacyjnym Francisca Jerónimoa Simóna. Jezuici i dominikanie zaczęli już wówczas oskarżać go o szerzenie szkodliwych nauk, dlatego złożyli prośbę w Kongregacji Świętego Oficjum o zbadanie jego twórczości. W 1675 roku wydał swoją pierwszą książkę Guía Espiritual, w której twierdził, że doskonałość chrześcijańska może być osiągnięta poprzez kontemplację, połączoną z boską pomocą. Wierzył, że ludzie muszą wyzbyć się własnych pragnień, aby łaska Boża mogła w nich nieskrępowanie działać. Początkowo został uniewinniony, jednak za sprawą kardynała Césara d’Estréesa, w 1685 roku inkwizycja rzymska sformułowała zarzuty i aresztowała Molinosa pod zarzutem herezji. Ponieważ zarzutów wobec Molinosa nie udało się udowodnić w zawartości publikacji, zarzucono mu niemoralny tryb życia. Na podstawie 20 tysięcy listów i przesłuchaniu wielu świadków, w 1687 roku Innocenty XI potępił 68 tez, zawartych w Guía Espiritual. Molinos przyznał się do zarzutów dotyczących niewłaściwego trybu życia i zrezygnował z obrony. Został skazany na dożywotnie więzienie, nakazano mu być zawsze ubranym w strój pokutny, codzienne odmawiać credo i różaniec oraz obowiązkową spowiedź cztery razy do roku. Zmarł 28 grudnia 1696 roku w Rzymie.